# Phare de Stražica
Le phare de Stražica (en croate : Svjetionik Rt Stražica) est un phare actif situé sur l'île de Prvić de la municipalité de Krk dans le Comitat de Primorje-Gorski Kotar en Croatie. Le phare est exploité par la société d'État Plovput .

## Histoire
Le phare, construit en 1875 sur l'île Prvić (archipel Cres-Lošinj), se trouve sur le point nord-ouest de l'île. Il marque le passage du canal étroit entre l'île et la pointe sud-est de l'île de Krk.
Le phare n'est plus pourvu de gardiens depuis 1974, date de son automatisation. Jusqu'en 1993 la lumière fonctionnait encore au gaz naturel. Depuis elle fonctionne grâce à des panneaux solaires.

## Description
Le phare  est une tour carrée de 8 m de haut, avec galerie et lanterne circulaire, décentrée sur une maison de gardien d'un étage. La tour est de couleur blanche et la maison est en pierre grise. Il émet, à une hauteur focale de 21 m, un éclat blanc toutes les 6 secondes. Sa portée est de 9 milles nautiques (environ 17 km).
Identifiant : ARLHS : CRO-147 - Amirauté : E2887 - NGA : 12460 .

## Caractéristiques dufeu maritime
Fréquence : 6s (W)
- Lumière : 1 seconde
- Obscurité : 5 secondes

|           |
| Île Prvić |

|                      |
| Archipel Cres-Lošinj |

### Lien connexe
- Liste des phares de Croatie